# Alingsås distrikt
Alingsås distrikt är från 2016 ett distrikt i Alingsås kommun och Västra Götalands län.
Distriktet omfattar tätorten Alingsås med kringområde.

## Tidigare administrativ tillhörighet
Distriktet inrättades 2016 och utgörs av området som Alingsås stad omfattade till 1971, som förutom den stadens omfattning före 1952, före 1952 och 1955 utgjort socknarna Alingsås, Rödene och Bälinge.
Området motsvarar den omfattning Alingsås församling hade vid årsskiftet 1999/2000 och som den fick 1967 när socknarnas församlingar gick samman med Alingsås stadsförsamling.